# 崇德州
崇德州，元朝时设立的州。
元贞元年（1295年）升崇德县置，治所在今浙江省桐乡市西南崇福镇，属嘉兴路。辖境相当今浙江省桐乡市西南部。明朝洪武二年（1369年）复降为县。